# Hibiscus oxaliflorus
Hibiscus oxaliflorus är en malvaväxtart som beskrevs av Boj. och John Gilbert Baker. Hibiscus oxaliflorus ingår i Hibiskussläktet som ingår i familjen malvaväxter. Inga underarter finns listade i Catalogue of Life.